# Chiến dịch Nguyễn Huệ
Chiến dịch Nguyễn Huệ là chiến dịch quân sự do Quân Giải phóng Miền Nam (QGP) tiến hành năm 1972, trong Chiến tranh Việt Nam, tại miền Đông Nam Bộ. Đây là một trong ba chiến dịch chính của Chiến dịch Xuân - Hè 1972. Chiến dịch được lấy tên Nguyễn Huệ, vị hoàng đế nổi tiếng của Việt Nam vào cuối thế kỉ 18.

## Kế hoạch chiến dịch
Mục tiêu là mở rộng vùng Giải phóng trên địa bàn các tỉnh Binh Long, Phước Long, Tây Ninh làm nơi đóng trụ sở của Chính phủ cách mạng lâm thời Cộng hòa miền Nam Việt Nam (CHMNVN); làm bàn đạp tiến đến Sài Gòn từ hướng Bắc và Tây Bắc.
Cơ quan chỉ huy là Đoàn 301 (thành lập ngày 18-3-1971 trước đợt II cuộc phản công chống lại cuộc hành quân Toàn thắng 1-71) của Bộ chỉ huy Miền Quân Giải phóng (QGP) được chuyển thành Bộ chỉ huy chiến dịch. Đây là cơ quan chỉ huy cấp quân đoàn đầu tiên của Quân Giải phóng miền Nam Việt Nam được thành lập ở chiến trường Nam Bộ, đảm bảo chỉ huy thống nhất cuộc chiến đấu hiệp đồng binh chủng theo mục tiêu và kế hoạch tác chiến chung.

### Phương án tác chiến
Hướng thứ yếu:  Đường 22 (Tây Ninh). Lực lượng QLVNCH có 10 trung đoàn bộ binh, 4 trđ thiết giáp. Hướng này được chọn là do sai lầm của QLVNCH cho rằng thị xã Tây Ninh mới đúng là nơi Quân Giải phóng miền Nam Việt Nam muốn chiếm để đóng thủ đô của Chính phủ cách mạng lâm thời CHMHVN.
Hướng tiến công chủ yếu:  Đường 13 (Lộc Ninh - Bình Long), nơi VNCH chỉ bố trí binh lực hạn chế (trung đoàn 5 & 9 / sư bộ binh 5, ba tiểu đoàn biệt động quân(53, 65, 74) và thiết đoàn 1 tăng - thiết giáp). Hướng này giáp với chặng cuối đường Trường Sơn, tạo thành hậu phương vững chắc của chiến dịch. Ở đây còn tiếp giáp với khu vực Móc Câu vốn là căn cứ cũ, khu vực Snoul vừa tiếp thu là bàn đạp để Quân Giải phóng tiến xuống phía nam theo đường 13, gây tác động dây chuyền. Một khi tuyến phòng ngự của VNCH trên hướng này bị phá vỡ, sư 5 QLVNCH bị đánh quỵ thì Sài Gòn lập tức bị uy hiếp, bố trí chiến lược của địch ở Đông Nam Bộ bị đảo lộn, phong trào nổi dậy chống phá bình định ở Bắc tỉnh Bình Dương sẽ có điều kiện phát triển mạnh.

## Tương quan lực lượng

### Quân Giải phóng
- Sư đoàn 5, tăng cường trung đoàn 3 (Sư đoàn 9), trung đoàn pháo 208 (đoàn 75), một C10/D20 tăng đảm nhận đột phá trên hướng chủ yếu. Đây sẽ là trận tiến công khu vực quyết chiến then chốt mở đầu để giải phóng Lộc Ninh.
- Sư đoàn 9 (thiếu trung đoàn 3) làm lực lượng dự bị chiến dịch, sẵn sàng tiến công thị xã Bình Long (tức An Lộc).
- Sư đoàn 7 luồn sâu bao vây, lập các chốt chặn dọc đường 13 từ cầu Cần Lê xuống bắc Chơn Thành, có nhiệm vụ chặn viện và diệt quân rút lui.
- Đoàn C30B (tổ chức tạm thời gồm 2 E bộ binh 24 và 71 của Bộ tăng cường, 2 đại đội đặc công, 1 đại đội thiết giáp 33 (6 chiếc chiến lợi phẩm: M41, M24, M113), một D (thiếu) pháo cối, một D (thiếu) súng máy phòng không 12,7 ly) vừa tiến công ở hướng thứ yếu (đường 22), vừa nghi binh thu hút và kiềm chế địch tạo điều kiện cho hướng chủ yếu hoàn thành nhiệm vụ, đồng thời phát triển xuống phía nam khi có thời cơ.
- Phối hợp là Trung đoàn 201 thiết giáp (thiếu 1 tiểu đoàn) với khoảng 70 xe tăng - xe thiết giáp. Trung đoàn 75 cao xạ; 20 tiểu đoàn và 63 đơn vị bộ đội địa phương.

Tại phía sau các đơn vị này (bên kia biên giới) chỉ còn 3 trung đoàn bộ binh 201, 205, 207 làm lực lượng dự bị cuối cùng cho toàn mặt trận. Về sau, điều động trung đoàn 205 và 207 chi viện cho chiến dịch Nguyễn Huệ.
Tổng quân số của Quân Giải phóng miền Nam Việt Nam được tung ra từ đầu chiến dịch Nguyễn Huệ theo ước tính của Mỹ gồm 35.470 người:
| Quân Giải phóng miền Nam Việt Nam | Quân số |
| Sư đoàn 5                         | 9.230   |
| Sư đoàn 7                         | 8.600   |
| Sư đoàn 9                         | 10.680  |
| Đơn vị pháo binh 69               | 3.830   |
| Các đơn vị độc lập khác           | 3.130   |

### Hoa Kỳ - VNCH
Quân VNCH có các sư đoàn bộ binh 5, 18, 21, 25; trung đoàn bộ binh 15; các lữ đoàn dù 1 và 3; các liên đoàn biệt động quân: 3, 4, 5, 6, 7; các thiết đoàn 1, 5, 6, 9, 10, 15, 18 với 500 xe tăng-xe thiết giáp; 4 tiểu đoàn pháo hỗn hợp 105m, 155 mm.
Hoa Kỳ tham chiến chủ yếu bằng không quân. Toàn chiến dịch Hoa Kỳ huy động 591 phi vụ B-52 rải thảm, hàng vạn phi vụ máy bay cường kích, ném khoảng 70.000 tấn bom. 

## Diễn biến

### Giai đoạn 1 - Lộc Ninh - Xa Mát - Phước Bình
Khi phát hiện xe tăng đối phương ở bắc Tây Ninh dọc lộ 22, tất cả lực lượng VNCH trong vùng 3 chiến thuật chuyển từ báo động "vàng" sang báo động "đỏ". Sư đoàn 25 QLVNCH phòng thủ đường 22 được bổ sung xe tăng, xe bọc thép. 

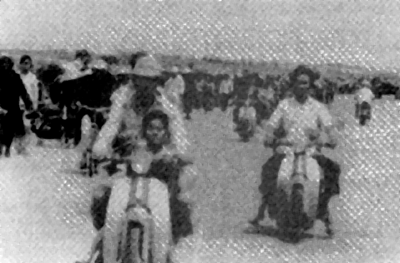
Người dân sơ tán khi chiến sự nổ ra

4 giờ sáng 1 tháng 4, đợt 1 chiến dịch mở màn, tại hướng Đường 22, đoàn C30B bắt đầu nổ súng tiến công vào đội hình phòng ngự của chiến đoàn 49 tại Xa Mát - Bàu Dung (đông - bắc Xà Xía) và bắc Thiện Ngôn, đến chiều ngày 2 tháng 4 thì chiếm được căn cứ Xa Mát. Khi chiến dịch bắt đầu tại hướng thứ yếu thì các lực lượng cho hướng chủ yếu mới bắt đầu triển khai.
Ngày 3 và 4 tháng 4 trên hướng đường 13, tin tình báo của Bộ tư lệnh quân giải phóng cho biết, VNCH đã phát hiện một lực lượng QGP đang di chuyển ở vùng tây và đông - bắc Lộc Ninh; trong lúc đó, trên đường 22 sau khi làm chủ Xa Mát, đoàn C30B tiếp tục phát triển tiến công, diệt thêm năm đồn bót lẻ. VNCH tiếp tục cho rằng tình hình Tây Ninh chưa nghiêm trọng. Tổng thống Thiệu đã lệnh rút liên đoàn Biệt động quân giàu kinh nghiệm nhất ở Bình Long (đường 13) ra ứng chiến tại mặt trận Trị - Thiên khi tình hình ở đây trở nên nguy ngập.
8 giờ sáng 4 tháng 4, Trung đoàn 2 phối hợp bộ đội địa phương Phước Long tấn công Chi khu quân sự (CKQS) Phước Bình. Sau 6 giờ chống cự, Chi khu quân sự Phước Bình thất thủ. Việc mất chi khu Phước Bình tạo thêm một mối lo từ phía Đông cho QLVNCH. Tuy nhiên họ quyết định bỏ Phước Bình vì đó là tiền đồn quá xa, không ảnh hưởng nhiều đến mặt trận chính.
Sau bốn ngày đêm, ngày 4 tháng 4, đoàn C30B đã tiêu diệt cụm cứ điểm tiền tiêu Xa Mát, đánh thiệt hại nặng chiến đoàn 49, làm chủ từ bắc Thiện Ngôn đến biên giới. Cùng lúc, các lực lượng lớn cho hướng chủ yếu đã được triển khai trót lọt, tạo thuận lợi cho bước phát triển chiến dịch.
5 giờ 50 phút ngày 5 tháng 4, trận mở đầu trên hướng chủ yếu nổ ra. Các đơn vị Quân Giải phóng miền Nam bỏ qua các căn cứ vòng ngoài, thọc thẳng vào trung tâm cụm cứ điểm Lộc Ninh. Ngay ngày đầu, cụm cứ điểm Lộc Ninh đã bị vây lấn tiêu diệt, toàn bộ lực lượng VNCH (hai tiểu đoàn bộ binh, một trung đoàn thiết giáp) đóng chốt ở căn cứ Hoa Lư - một căn cứ quan trọng của tuyến phòng thủ phía bắc được lệnh rút bỏ về phía sau để ứng cứu cho Lộc Ninh. Sang ngày thứ hai (6 tháng 4), toàn bộ lực lượng này lọt vào trận địa phục kích bày sẵn và bị tiêu diệt hoàn toàn. Ngày thứ ba, 2 trung đoàn của Công Trường 5 (F5) được tăng cường một trung đoàn pháo - cối hoả tiễn, hai đại đội xe tăng từ hai hướng tây - bắc và đông tiếp tục tiến công. Đến chiều ngày 7 tháng 4, QGP hoàn toàn làm chủ cụm cứ điểm Lộc Ninh, đại tá Nguyễn Công Vĩnh, chỉ huy chiến đoàn 9 ra hàng.

Xe tăng T-54 quân giải phóng bị bắn cháy phía nam An Lộc

Bước đầu của chiến dịch kết thúc vào ngày 8 tháng 4 năm 1972 với những thắng lợi vượt mức dự kiến của Bộ chỉ huy Miền. Chỉ trong tám ngày tiến công, QGP đã loại khỏi vòng chiến đấu 03 chiến đoàn và 1 tiểu đoàn bộ binh, 02 trung đoàn thiết giáp, thu và phá huỷ nhiều phương tiện chiến tranh, diệt và bức rút nhiều đồn bốt, phá tan tuyến phòng thủ phía trước trên vòng cung phía bắc Sài Gòn, dọc theo biên giới Đông Nam Bộ.
Đêm 6 tháng 4, sau khi xác nhận được trung đoàn thiết giáp của QLVNCH tại Lộc Ninh đã bị tiêu diệt gần hết, Bộ chỉ huy Miền họp bàn và đề nghị Bộ chỉ huy chiến dịch tranh thủ thời cơ lúc QLVNCH chưa có tăng viện lớn cho khu vực An Lộc ngoài việc đưa tiếp lực lượng F5 lên làm nhiệm vụ phòng giữ cầu Cần Lê chưa bị phá, đưa Công Trường 9 (F9) với hỏa lực mạnh nhất có thể để để tiến công chiếm lĩnh An Lộc, chậm nhất là vào ngày 9 tháng 4. Cũng trong ngày 9 tháng 4, cầu Cần Lê bị phá, F9 bị lỡ thời cơ buộc phải đi đường vòng để tiếp cận thị trấn An Lộc 
Do công tác chuẩn bị của Quân Giải phóng bị trễ và gặp nhiều khó khăn, nên đến ngày 13 tháng 4, cuộc tiến công vào An Lộc mới bắt đầu, nhưng thời cơ đã mất. Lúc đó, QLVNCH đã kịp củng cố và tăng cường lực lượng phòng thủ tại An Lộc. Tướng Nguyễn Văn Minh, chỉ huy quân đoàn 3 QLVNCH, đã phái sư đoàn 5 tới giữ An Lộc. Lực lượng này được tăng cường bởi 2 tiểu đoàn Biệt động quân (ngày 7 tháng 4) và 2 tiểu đoàn bộ binh (ngày 10 và 11 tháng 4). Đồng thời, bắt đầu từ ngày 9 tháng 4, QLVNCH mở cuộc hành quân "Toàn thắng - 72B" với lực lượng đông hơn quân số tuyến đầu của đối phương nhằm giải toả sức ép tại vòng vây quanh khu vực thị xã. Sư đoàn 21 Bộ binh QLVNCH, trước đóng tại đồng bằng sông Cửu Long, được gấp rút chuyển đến Chơn Thành để cùng với 1 trung đoàn của Sư đoàn 9 Bộ binh QLVNCH làm lực lượng giải cứu. Toàn bộ lực lượng trong vùng đông đến ba lữ đoàn tăng cường, tất cả đặt dưới sự chỉ huy của Chuẩn tướng Lê Văn Hưng, tư lệnh sư 5. 
Ngày 13 tháng 4, An Lộc bị bao vây và chịu một cuộc tấn công hiệp đồng giữa tăng-pháo và bộ đội (F9). Bảo vệ quân phòng thủ là những trận mưa rốc-két, bom, và napalm từ các máy bay của Mỹ và Không lực Việt Nam Cộng hòa. Trong thị xã, các cố vấn Mỹ trở nên đóng vai trò cốt tử cho việc chỉ huy lực lượng phòng thủ, họ tổ chức hỏa lực và hỗ trợ từ không lực, hậu cần, và thông tin tình báo. Trong khi đó, sự do dự trong phản công và sự phụ thuộc vào hỏa lực không quân của tướng Hưng, chỉ huy của lực lượng phòng thủ đã làm cho thiếu tá William Miller, cố vấn cao cấp người Mỹ, nhận xét rằng: "Ông ấy mệt mỏi - không kiên định - phi lý - dễ cáu - không nghe lời khuyên - và không tiếp cận được" Từ 15 tháng 4, QLVNCH tiếp tục cho đổ toàn bộ Lữ 1 Dù và Liên đoàn 81 Biệt cách dù xuống khu vực Núi Gió, lấy đó làm bàn đạp, đánh tập hậu lực lượng tấn công để mở đường vào An Lộc.

Máy bay cường kích A-37 ném bom 500 pound trong chiến dịch Nguyễn Huệ - Eastern Offensive

Các cuộc tấn công của Quân Giải phóng vẫn tiếp diễn và cuối cùng họ cũng vào được thị trấn An Lộc, chiếm sân bay và thu hẹp vùng kiểm soát của QLVNCH xuống còn khoảng 1 km². Trong cuộc tấn công ngày 21, xe tăng Quân Giải phóng vượt qua được tuyến phòng thủ nhưng lại bị diệt bởi các súng chống tăng và trực thăng trang bị tên lửa. Cú sốc ban đầu mà xe tăng gây ra cho lực lượng phòng thủ nhanh chóng mất hiệu quả, khi xe tăng tiến quá nhanh mà bộ binh theo không kịp, đã trở thành mục tiêu của súng chống tăng. Những đợt khác lại là tấn công lớn bằng bộ binh và hỏa lực pháo binh mà không có tăng thiết giáp hỗ trợ. Sự thất bại trong hiệp đồng tác chiến này là một trong những điểm yếu của lực lượng tấn công, cái mà lực lượng phòng thủ nhanh chóng tận dụng. Tuy nhiên, bộ binh Quân Giải phóng cũng chiếm được gần hết khu vực phía Bắc của An Lộc.
Bên cạnh hiệp đồng yếu, khó khăn chính cho Quân Giải phóng miền Nam là mưa bom đạn liên tục đổ xuống từ các cuộc không kích của máy bay Mỹ, gây ra thương vong lớn và chồng chất khó khăn cho hậu cần. Sau thất bại của cuộc tấn công ngày 21 tháng 4, trận chiến chuyển thành một cuộc bao vây. Để trả đũa các cuộc không kích, pháo binh quân Giải phóng bắn phá các cứ điểm QLVNCH ở An Lộc từ 1200 đến 2000 viên đạn pháo hoặc súng cối mỗi ngày. Các trận tấn công sau đó cứ như một vòng luẩn quẩn: đột kích, tấn công thì bị B-52 ném bom; đánh vào nhưng không chiếm được, lại rút ra rồi pháo kích vào.
Thời cơ đã mất, tương quan lực lượng đã thay đổi. Phía quân phòng ngự ngày càng đông, hoả lực yểm trợ rất mạnh, bên tiến công không có ưu thế nào cả về quân số và hỏa lực. Cuộc tiến công thứ nhất vào An Lộc đã bị đẩy lùi. Lữ đoàn 3 Dù từ Tây Nguyên cũng được đưa về Đông Nam Bộ. Theo đánh giá của tướng Hoàng Cầm thì lực lượng tập trung để cố thủ An Lộc đã lên tới năm chiến đoàn tăng cường.
Trong nửa cuối tháng 4, Quân Giải phóng miền Nam một mặt đã tiến công chiếm lại Núi Gió và điểm cao 169, diệt phần lớn Tiểu đoàn 6 dù cùng ban chỉ huy Lữ 1 Dù, một mặn siết vây An Lộc. Lực lượng QLVNCH ở An Lộc vẫn quyết tâm cố thủ, quân tiếp viện trên đường 13 vẫn dồn lên nhằm giải toả An Lộc. Tại đường 13, các đơn vị Công Trường 7 đã bao vây tiến công Chiến đoàn 7 ở Phù Lổ, diệt Chiến đoàn 52 ở cầu Cần Lê khi chiến đoàn này từ ngã ba Đồng Tâm rút chạy về hướng An Lộc, đẩy lùi cuộc tiến quân của Lữ 1 Dù từ Chơn Thành lên Ngọc Bầu, đánh bại cuộc hành quân mở đường của sư đoàn 21 ở bắc Chơn Thành, đánh thiệt hại nặng Lữ đoàn 3 dù khi lực lượng này đổ quân xuống Tàu Ô. 

An Lộc bị bao vây hoàn toàn và chỉ có thể được tiếp viện qua đường không, một tình thế càng khó khăn hơn do việc mất sân bay. Tuy nhiên, không quân Mỹ - VNCH đã tiếp viện được 448 phi vụ, chuyển 2.693 tấn lương thực, thuốc men, và vũ khí đạn dược.

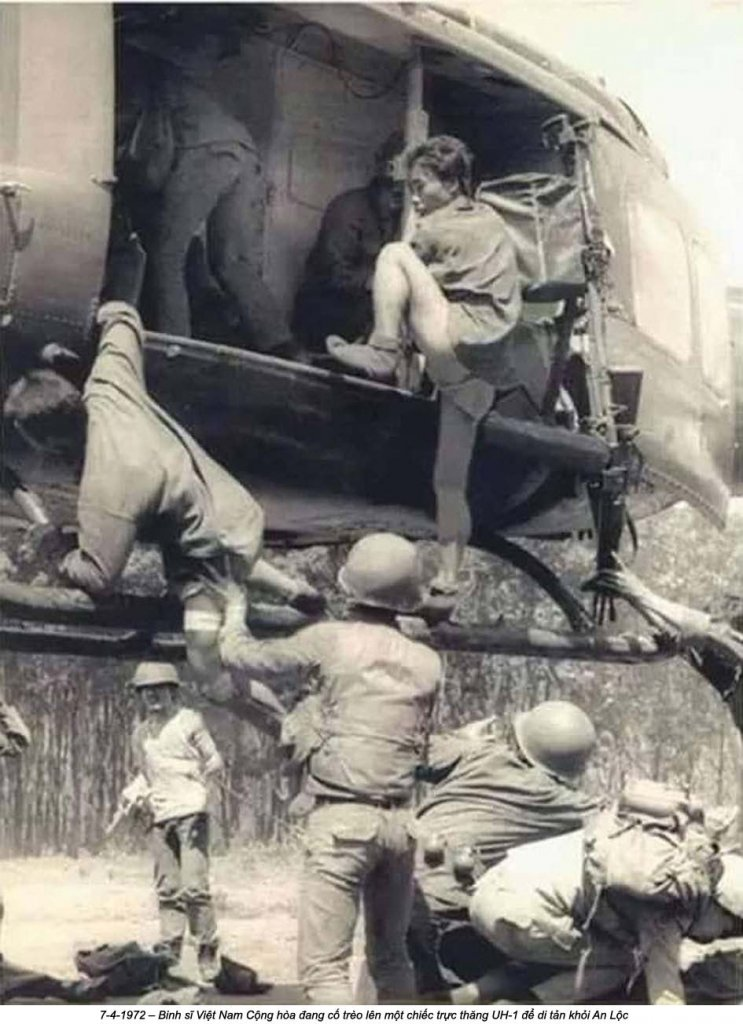
Lính Việt Nam Cộng hòa đang cố gắng đu bám vào càng một chiếc trực thăng UH-1 để di tản

Từ 22 tháng 4 đến 10 tháng 5, chiến sự ổn định ở thế trận mà báo Paris Match ví với "một Verdun hay một Stalingrad". QGP vẫn duy trì vây chặt An Lộc với bán kính vòng vây khoảng 3km
Không quân Hoa Kỳ và Không lực Việt Nam Cộng hòa dồn dập yểm trợ và tiếp tế nhưng cũng vấp phải hàng rào phòng không của Quân Giải phóng, từ đại liên 12,7mm, các pháo phòng không 37 ly và 57 ly, và nhất là các tên lửa phòng không tầm nhiệt vác vai Strela 2 bố trí ẩn nấp trong rừng cao su quanh An Lộc. Trong một bài viết của của hai tác giả Zhirohova Michael và Alexander Kotlobovskiy có thống kê các thành tích của Strela 2 chống lại máy bay trực thăng chiến đấu của Mỹ tại khu vực An Lộc: 25 lần phóng tên lửa đã bắn hạ 18 máy bay trực thăng, đặc biệt là ngày 12/5/1972 tại khu vực An Lộc, trong vòng một tiếng rưỡi 5 máy bay trực thăng AH-1 Cobra trúng tên lửa và bị bắn rơi. Tuy nhiên, lực lượng phòng không của Quân Giải phóng vẫn khá mỏng so với lực lượng không quân đối phương (gồm vài trăm máy bay), nên chỉ có thể tiêu hao chứ không đủ sức chặn viện binh đối phương cho An Lộc qua đường hàng không.
Trước tình hình này, đầu tháng 5, Bộ chỉ huy Miền đánh giá tương quan lực lượng đã nghiêng về phía đối phương; QGP không có lực lượng đủ mạnh để áp đảo; và không còn yếu tố bất ngờ nào nữa. Từ nhận định này, Bộ chỉ huy Miền chủ trương không tiếp tục tiến công An Lộc nữa mà chuyển sang bao vây cô lập. Tuy nhiên Bộ tư lệnh chiến dịch vẫn giữ quyết tâm tiến công An Lộc với lập luận rằng thất bại của đợt tiến công đầu "không phải vì địch mạnh mà do ta đánh chưa tốt".
Sáng 11 tháng 5, cuộc tiến công quy mô tiếp theo vào thị xã An Lộc tái khởi động với một kế hoạch đã rút kinh nghiệm các đợt tiến công lần trước. Đến cuối ngày, địa bàn phòng thủ của QLVNCH rút xuống còn mỗi chiều khoảng 1 km. Nhưng nỗ lực của QGP lại thất bại trước hỏa lực dữ dội từ trên không, Hoa Kỳ ước tính bên tấn công bị thương vong hơn 800 người. Trong suốt 25 tiếng đồng hồ bắt đầu từ 5:50 sáng, cứ 55 phút lại có một đợt máy bay B-52 rải thảm để hỗ trợ quân phòng thủ. Trong 3 ngày sau, mỗi khi Quân Giải phóng miền Nam chuẩn bị đội hình để tiếp tục tấn công, họ lại bị ném bom vào khu vực tập trung quân. Tuy nhiên các cuộc ném bom không ngăn được tốc độ tiến công. Đỉnh cao của khốc liệt trong đợt tấn công là vào ngày 14 tháng 5, hệ thống phòng thủ bị đột kích và uy hiếp. Vượt qua mưa bom và phá được tuyến phòng thủ bên ngoài, những đội quân ít ỏi của Quân Giải phóng đánh thẳng vào trung tâm phòng thủ An Lộc. Thiếu tá Walt Ulmer, cố vấn của Sư đoàn 5 QLVNCH, miêu tả: "Họ cứ cố dồn quân lên và dồn quân lên. Họ đã lãng phí khủng khiếp nhiều binh lực". Ngày 15 tháng 5, cuộc tấn công quy mô vào An Lộc lần thứ hai lại bị đẩy lui.
Sư đoàn 21 QLVNCH đã được giao nhiệm vụ giải cứu, nhưng sư đoàn này không đến được An Lộc. Trong 3 tuần, sư đoàn này tiến chập chạp về phía Bắc dọc theo đường 13, nhưng bị kìm chân bởi lực lượng nhỏ hơn của F7 có nhiệm vụ chốt chặn con đường này. Khả năng tác chiến non nớt của sư đoàn 21 không thể đánh bại được sư đoàn 7 quân Giải phóng với kinh nghiệm dày dạn.

### Giai đoạn 2 - Bao vây An Lộc và chốt chặn Đường 13
Ngày 16 tháng 5, chiến dịch chuyển sang đợt hai, để yểm trợ và ngăn đối phương chuẩn bị đội hình tấn công, không lực Hoa Kỳ dội bom vào nhiều vị trí, kho tàng tập kết của QGP ở phía bắc ngoại ô An Lộc. Cuộc tấn công cuối cùng diễn ra sau sinh nhật cố chủ tịch Hồ Chí Minh. Tuy nhiên, quân phòng thủ chống cự mạnh, kết hợp với không quân Mỹ ném bom dữ dội khiến đợt tấn công cũng bị đẩy lùi vào ngày 22-23/5.
Việc không đánh chiếm được An Lộc đã ảnh hưởng không tốt đến việc Quân Giải phóng miền Nam phát triển chiến dịch theo kế hoạch ban đầu. Qua hai tháng chiến đấu quyết liệt, quân số thiếu hụt không được bổ sung, vũ khí đạn dược cạn dần. Trung đoàn pháo chỉ còn 1/2 tổng số đầu khẩu, xe tăng còn lại rất ít, vừa thiếu xăng nên không dùng được.
Đến đây, thực hiện chỉ thị của Bộ chính trị, tướng Hoàng Văn Thái cùng F5 và 1/3 lực lượng binh chủng chuyển xuống đồng bằng sông Cửu Long tham gia chiến dịch tổng hợp trên chiến trường Khu 8. Theo chỉ thị, F9 không tiếp tục tiến công An Lộc mà chỉ vây lỏng, F7 tiếp tục kìm chân và thu hút đối phương trên đường 13. Tất cả nhằm bảo vệ các vùng Lộc Ninh và Bù Đốp đã chiếm được và tạo thuận lợi cho dân quân địa phương Miền Đông phá bình định, phối hợp với chiến dịch tổng hợp ở đồng bằng sông Cửu Long. Đại tá Hoàng Cầm được giao vị trí tư lệnh kiêm chính ủy của Bộ tư lệnh chiến dịch Nguyễn Huệ.
Tại An Lộc, đến ngày 12 tháng 6, Quân Giải phóng đã rút hẳn ra đóng ở các khu vực lân cận, hơn 1000 thương binh QLVNCH được sơ tán. Các đơn vị Quân Giải phóng rút dần về phía bắc và phía tây. Ngày 18 tháng 6, chỉ huy Quân đoàn 3 QLVNCH tuyên bố An Lộc đã được giải tỏa. Theo số liệu của tướng Lâm Quang Thi, QLVNCH tổn thất 2.280 lính chết, 8.564 lính bị thương và 2.091 lính mất tích, khoảng 1000 dân thường cũng bị thương vong do đạn lạc khi 2 bên giao tranh. Theo tài liệu của cục quân y thì Quân Giải phóng tổn thất khoảng 2.000 tử trận hoặc mất tích, khoảng 5.000 bị thương ở nội đô An Lộc. Số đạn pháo dự trữ bị thiếu hụt nghiêm trọng.
Tại mặt trận đường 13, theo kế hoạch, Trung đoàn 209, F7 chốt chặn tại đoạn Tàu Ô trên đường 13. Trung đoàn 14 bao vây Tân Khai, Trung đoàn 16 đã cạn kiệt sức lực, rút ra tuyến sau. Hai trung đoàn 209, 14 và Trung đoàn 205 độc lập của Miền sẽ làm nhiệm vụ cơ động tiến công, đánh vu hồi phía sau khu vực Tân Khai, Đức Vinh, và vận động tiến công khu vực phía trước, hỗ trợ E209 giữ vững khu vực chốt chặn Tàu Ô.

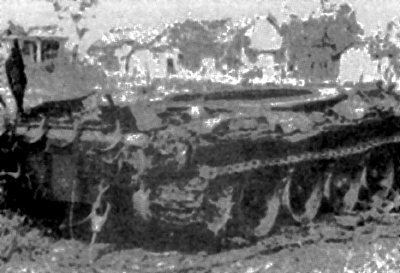
Xác xe tăng quân giải phóng bị bắn cháy

Ngày 19 tháng 5, về phía QLVNCH điều hai trung đoàn 15 (sư đoàn 9) và trung đoàn 33 (sư đoàn 21) QLVNCH, được máy bay lên thẳng đổ xuống Tân Khai và thiết đoàn 9 (thiếu) theo đường bộ vòng qua Tàu Ô lên Tân Khai, lấy đây làm căn cứ xuất phát đánh lên An Lộc. Các trung đoàn E12, E14, E205 đã thực hiện vây hãm, diệt nhiều sinh lực đối phương, diệt toàn bộ các chi đoàn của thiết đoàn 9 (thiếu).
Ngày 21 tháng 5, lợi dụng sơ hở của E209 khi thay quân, Trung đoàn 31 (sư đoàn 21) QLVNCH, được tăng cường hai tiểu đoàn biệt động quân số 65 và 73, tiến công vào khu chốt bắc cống Ông Tề (cách Tàu Ô 500 mét về phía bắc). Chiến sự xảy ra ác liệt, hai bên giành giật nhau từng thước đất. Ban chỉ huy F7 phải đưa E14 từ Tân Khai xuống cống Ông Tề cùng với E209 phản công giành lại trận địa, khôi phục lại thế trận ban đầu.
Từ 21 tháng 6, QLVNCH tập trung ưu thế binh hoả lực đánh thẳng vào Tàu Ô nhằm nhổ bật chiếc "đinh cái" trên đường 13 với mục đích mở đường lên An Lộc dễ dàng hơn. Sư đoàn 25 QLVNCH lên thay cho sư đoàn 21 đang dần về đồng bằng. Với lực lượng gồm Trung đoàn 46 (sư đoàn 25) và Thiết đoàn 3, Trung đoàn 33 (sư đoàn 21) và Lữ đoàn 1 Dù, QLVNCH đột phá liên tục cả ngày lẫn đêm trong các ngày 22, 23 nhằm đập tan trận địa chốt chặn tại Tàu Ô. Nhưng nỗ lực này thất bại, QLVNCH chịu thương vong nặng nề phải rút về Xóm Ruộng, Ngọc Hồi, cách Tàu Ô 4 km về phía nam.
Ngày 14 tháng 7, toàn bộ Sư đoàn 25 và Trung đoàn 31 (sư đoàn 21) QLVNCH chia làm ba cánh, chín mũi, đột phá ào ạt và liên tục, nhiều ngày vào khu chốt chặn Tàu Ô. Đến ngày 26 tháng 7, QLVNCH tạo được những chốt nhỏ, phá đường vận tải, chia cắt trận địa và chặn đường tiếp tế của QGP cho các chốt tại Tàu Ô. QLVNCH còn dùng tăng thiết giáp đỗ ở cự ly vài trăm mét (ngoài tầm bắn hiệu quả của súng RPG) để bắn trực tiếp, phá từng công sự trên trận địa chốt của Quân Giải phóng, cùng với không quân yểm trợ hỏa lực cực mạnh, có hiệu quả. Bằng lối đánh này, họ đã gây cho các đơn vị giữ chốt nhiều thiệt hại, có trung đội sau trận đánh chỉ còn vài ba tay súng.

Binh sĩ VNCH đang cố chọc thủng vòng vây của quân Giải phóng

Thương vong trong chiến đấu và ốm bệnh do thời tiết mùa mưa, quân số chiến đấu của lực lượng chốt chặn tại Tàu Ô giảm nhiều, từng đại đội, tiểu đoàn chỉ còn 50%, thậm chí 30% so với biên chế. Nhưng Trung đoàn 209 vẫn giữ được Tàu Ô. Về phía QLVNCH tình hình cũng không khá hơn, Liên đoàn 81 BCND sau khi củng cố đã phải nhận lệnh không vận đến Quảng Trị để tham chiến vì tình hình ở Quảng Trị còn căng thẳng hơn ở Nam Bộ.
Đến thời điểm này, F5 ở đồng bằng sông Cửu Long bung ra hoạt động mạnh, khiến sư đoàn 21 QLVNCH buộc phải rút về đồng bằng sông Cửu Long để đối phó. Sư đoàn 18 và liên đoàn biệt động quân 5 QLVNCH đang cố thủ tại An Lộc, thay sư đoàn 5 rút về phía sau củng cố. Trên mặt trận đường 13 vẫn chỉ có sư đoàn 25 QLVNCH và một số đơn vị tăng cường khác đã bị sứt mẻ sau một tháng thay sư đoàn 21 tiến công trận địa chốt Tàu Ô.
Cuối tháng 7, khi thế trận giằng co kéo dài, khó phát triển mà có thể dẫn đến bất lợi, Bộ tư lệnh chiến dịch Nguyễn Huệ quyết định rút hai Trung đoàn 165 và 141 còn lại của F7 (còn gọi là trung đoàn 14, 16) hợp cùng Trung đoàn 205 độc lập của Miền thành một sư đoàn đầy đủ, củng cố ngắn ngày, rồi bí mật rời Tân Khai - Đức Vinh xuống khu trung tuyến, tiến công vào cụm căn cứ QLVNCH ở phía sau như Chơn Thành, Lai Khê là những nơi đóng sở chỉ huy tiền phương sư đoàn 25, quân đoàn 3 QLVNCH nhằm thu hút họ về hướng này, giảm sức ép ở khu vực Tàu Ô, đồng thời hạn chế khả năng QLVNCH đưa lực lượng đánh ra vùng mới bị QGP chiếm.
Bằng cách đánh vào hậu cứ của cuộc hành quân giải toả này, QGP còn nhằm cài thế chiến dịch và có tác động cả về mặt tâm lý; khi có điều kiện, QGP còn có thể tiến sát vùng ven đô, vô hiệu hoá vùng trung tuyến, uy hiếp Sài Gòn. Trong thời gian chuyển quân, củng cố và chuẩn bị nổ súng đó, E209 vẫn phải giữ vững trận địa tại Tàu Ô để nghi binh, giả như sau E209 vẫn là các Trung đoàn 16, 14 của F7, cho đến khi mặt trận trung tuyến nổ súng.
Đêm 10 rạng 11 tháng 8, tiểu đoàn 28 đặc công QGP phối hợp với một bộ phận của lữ đoàn 429 đặc công Miền, được trang bị súng cối và hoả tiễn 122 ly, tiến công sở chỉ huy tiền phương Quân đoàn 3 QLVNCH đặt tại Lai Khê mở màn trận chiến đấu ở vùng trung tuyến. Các đơn vị cơ động vào vị trí trên đoạn đường Bàu Bàng - Lai Khê. Hậu phương của cuộc hành quân giải tỏa bị đánh phá, QLVNCH điều Liên đoàn 6 Biệt động quân từ Biên Hòa lên ứng cứu Lai Khê và điều Liên đoàn 3 Biệt động quân Đường 2 sang Đường 13 bố trí ở Bến Cát làm dự bị phía sau. Trong khi đó, lực lượng cơ động nói trên của F7 do tân sư đoàn trưởng Đàm Văn Ngụy chỉ huy, triển khai vận động phục kích trên đường Chơn Thành đi Lai Khê, kết hợp với chốt cứng đoạn nam Bàu Lồng - bắc Bàu Bàng để đánh chặn lực lượng QLVNCH từ phía bắc có thể quay về giải toả Lai Khê.
Tuy nhiên, QLVNCH vẫn đưa lực lượng phía sau lên ứng cứu, mà không rút lực lượng từ Tàu Ô về và tiếp tục duy trì áp lực tại đây. Bộ chỉ huy chiến dịch Nguyễn Huệ quyết định đánh mạnh hơn nữa. Tiểu đoàn 35 (Liên đoàn 6 Biệt động quân) bị chặn đánh ở Bắc Lai Khê; Tiểu đoàn 51 bị diệt ở Tây-Nam Bàu Bàng (21 đến 22-8). Ngày 27 tháng 8, lực lượng còn lại của liên đoàn này phải luồn rừng rút về phía nam. Đến đây, sức ép của QGP vào Bình Dương và cùng ven đô Sài Gòn đang tới gần. Ngày 28 tháng 8, Nguyễn Văn Minh tư lệnh Quân đoàn 3 QLVNCH điện cho Lê Văn Tư, tư lệnh Sư đoàn 25 rằng "công trường 7" (chỉ sư đoàn 7 QGP) đang tiến mạnh, tiến sâu, lệnh cho sư đoàn 25 bỏ Tàu Ô lui về Chơn Thành, Lai Khê, bảo vệ vùng trung tuyến.
Ngày 1 tháng 9, sư đoàn 25 QLVNCH trên đường rút về sau đã bị phục kích tấn công ở bắc Bầu Bàng. Thương vong của QLVNCH theo tướng Hoàng Cầm là 600 chết và bị thương, 84 bị bắt, thu 170 súng. Đây là trận đánh cuối cùng của 135 ngày đêm sư đoàn 7 chốt chặn trên đường 13, làm thất bại cố gắng của QLVNCH nhằm giải tỏa con đường này.
Ngày 10-9-1972, sân bay Biên Hòa bị tấn công bởi Tiểu đoàn 1 đặc công U1 Biên Hòa với Đoàn đặc công 113. Sân bay bị tê liệt suốt 7 ngày, khiến các chuyến bay chi viện cho mặt trận Bình Long, Phước Long của QLVNCH phải hủy bỏ. Quân Giải phóng tuyên bố phá hủy hoặc đánh hỏng 175 máy bay. Tài liệu Mỹ thì thống kê riêng trực thăng UH-1 đã bị hư hại 30 chiếc, chưa tính số UH-1 bị phá hủy và thiệt hại của các loại máy bay khác.

### Giai đoạn 3 - lập thế "da báo"
Từ thế trận tạo lập từ giai đoạn 2, cụ thể là thành công chốt chặn Tàu Ô, sư đoàn 7 tiến sâu xuống vùng trung tuyến, tiến công QLVNCH ở Bắc Bình Dương và Phú Hoà Đông, Củ Chi; đánh bại cuộc hành quân của QLVNCH nhằm lấy lại vùng đất đã mất, tiêu diệt chiến đoàn 8 QLVNCH.
Nhìn chung, QLVNCH thực chất chỉ làm chậm bước tiến của Quân Giải phóng, việc để mất Lộc Ninh và vùng lân cận vẫn là một thất bại về chiến lược. Mặc dù Mỹ - QLVNCH tuyên bố "chiến thắng" khi đã giữ được An Lộc, nhưng chính các tướng Mỹ và VNCH cũng tự thấy rằng, QLVNCH không thể đạt được kết quả này nếu không có hỏa lực dữ dội của Không quân Hoa Kỳ. Năm 1973, trong cuộc gặp với Thủ tướng Trung Quốc Chu Ân Lai, ngoại trưởng Mỹ Henry Kissinger đã chê bai: "Trong 4 tháng, với 4 sư đoàn trong tay chỉ để đánh lại 1 lữ đoàn, mà ông ta (tướng Nguyễn Văn Minh của QLVNCH) không thể tiến thêm 10 dặm để giải vây... Ông ta không hề cố làm việc đó. Không, ông ta chỉ vẽ những bản đồ đẹp với nhiều ký hiệu mũi tên"
Ngày 19 tháng 1 năm 1973, mười tháng ròng của chiến dịch Nguyễn Huệ kết thúc, đã lập nên một thế trận "da báo" ở miền Đông Nam Bộ trước khi Hiệp định Paris được ký kết.